# کارلو روستیکلی
کارلو روستیکلی (ایتالیایی: Carlo Rustichelli؛ ‏ ۲۴ دسامبر ۱۹۱۶ – ۱۳ نوامبر ۲۰۰۴) آهنگساز اهل ایتالیا بود.

## زندگی حرفه ای
او با فدریکو فلینی در رم پس از جنگ آشنا شد و احتمالاً از طریق او با پیترو ژرمی آشنا شد که اولین موسیقی مهم خود را برای Gioventù perduta ( جوانی گمشده ) ساخت و بیشتر با او ارتباط داشت.  

## فیلم‌شناسی
- هانیبال
- طلاق به سبک ایتالیایی
- نامزدشده
- آوای وحش
- سپیددندان
- بازگشت سپیددندان
- احساس مالکیت
- انتقام دزدان دریایی
- تبهکاران
- من، من، من… و دیگران
- ببر هفت دریا
- سرتاسر طنز
- قطار شب به میلان
- بکش یا بمیر
- یونیفرم‌های قرمز
- دوستان من
- در عشق، هر لذتی با رنج همراه است
- گربه مامان
- خاطرات یک اپراتور تلفن
- حقایق قتل
- لیبیدو